# Gustaf Åkerblom (borgmästare)
Gustaf Åkerblom, född 22 april 1863 i Stockholm, död 21 november 1929 i Örnsköldsvik, var en svensk borgmästare.
Åkerblom blev student vid Lunds universitet 1883, avlade hovrättsexamen 1888 och blev vice häradshövding 1891. Han blev borgmästare, magistratssekreterare och notarius publicus i Örnsköldsviks stad 1893. Han var ordförande i styrelsen för Nolaskolan från 1909.